# مطثية مصبات الأنهار
مطثية مصبات الأنهار (الاسم العلمي: Clostridium aestuarii) هي نوع من البكتيريا يتبع جنس المطثية من الفصيلة المطثاوية.